# Tibaná
Tibaná là một thị xã và đô thị ở Departamento của Colombia Boyacá, part of the subregion of Márquez.